# Kivalina mot Exxon Mobil Corp.
Kivalina mot Exxon Mobil Corp. var ett amerikanskt rättsfall där samhället Kivalina i Alaska och den lokala eskimåstammen, som är erkänd på federal nivå, stämde 24 företag, däribland Exxon Mobil, inom den amerikanska energibranschen. De kärande ansåg att de 24 svarande hade bidragit till ökad utsläpp av växthusgaser, vilket i sig hade påverkan på den globala uppvärmningen. Käranden pekade på att detta hotade samhällets och eskimåstammens existens.
Stämningsansökan lämnades in till USA:s federala distriktsdomstol i San Francisco i Kalifornien den 26 februari 2008. Den federala myndigheten Government Accountability Office och USA:s armés ingenjörskår United States Army Corps of Engineers hade både kalkylerat på kostnaderna. Att flytta samhället och eskimåstammen skulle kosta minst 400 miljoner amerikanska dollar. Den 30 september 2009 meddelade distriktsdomstolen att den hade avvisat stämningsansökan på grund av dels var detta en politisk fråga istället för en juridisk. Dels att det hade inget talerätt enligt den tredje artikeln i USA:s konstitution. I november lämnades det in en överklagan till USA:s federala appellationsdomstol för nionde cirkeln. I september 2012 meddelade appellationsdomstolen att överklagan var avfärdad. Kärande beslutade då att överklaga till USA:s högsta domstol, som offentliggjorde i maj 2013 att fallet skulle inte tas upp.

## Involverande parter
Källa: 
| Käranden - Samhället Kivalina, Alaska - Lokala eskimåstammen | Svaranden - Exxon Mobil - AES Corporation - American Electric Power - American Electric Power Services - BP - BP America - BP Products North America - Chevron - Chevron U.S.A. - Conoco Phillips - DTE Energy - Duke Energy - Dynegy - Edison International - Midamerican Energy - Mirant - NRG Energy - Peabody Energy - Pinnacle West Capital - Reliant Energy - Royal Dutch Shell - Shell Oil Company - Southern Company - Xcel Energy |